# Adrienne Peytel
Pour les articles homonymes, voir Peytel.
Adrienne Peytel, née le 10 juin 1849 à Versailles et morte le 4 mars 1924 à Maisons-Laffitte, est une peintre française.

## Biographie
Adrienne Geneviève Marie Louchet est la fille d'Émile Joseph Louchet, artiste peintre, et de Marie Laure Adrienne Dupuy.
En 1868, elle épouse Antoine Peytel.
Élève de Delphine Arnould-de Cool, de Diogène Maillart, de Charles Euphrasie Kuwasseg et de Gabriel Édouard Thurner, elle expose au Salon à partir de 1874 où elle obtient une mention honorable en 1904. Elle expose également au salon de l'Union des femmes peintres et sculpteurs où elle remporte le prix de nature morte en 1910.
Elle meurt à l'âge de 74 ans.

## Œuvres exposées aux Salons

### Salon de peinture et de sculpture
- Portrait de Mme veuve D… ; porcelaine, au Salon de 1874
- Portrait de Mme D… ; porcelaine, au Salon de 1875
- Portrait de l'auteur, au Salon de 1877
- Diane au bain, d’après Boucher ; porcelaine, au Salon de 1878

### Salon de l'Union artistique de Toulouse
- Cascade dans la vallée de Chevreuse, au Salon de 1896
- Bois de Chaville, au Salon de 1896

### Salon des artistes français
- Chrysanthèmes, au Salon de 1900
- Pivoines, au Salon de 1901
- Rocher de Plougasnou (Finistère) ; pastel, au Salon de 1901
- Œillets, au Salon de 1902
- Artichauts, au Salon de 1904
- Écrevisses et huîtres ; nature morte, au Salon de 1905
- Rochers de Plougasnou (Bretagne) ; pastel, au Salon de 1907
- Artichauts et soupière ; nature morte, au Salon de 1909
- Artichauts, au Salon de 1910
- Coin d'atelier, au Salon de 1911
- Cuivres et légumes, au Salon de 1912
- Asperges et cerises, au Salon de 1914